# Secret Sphere

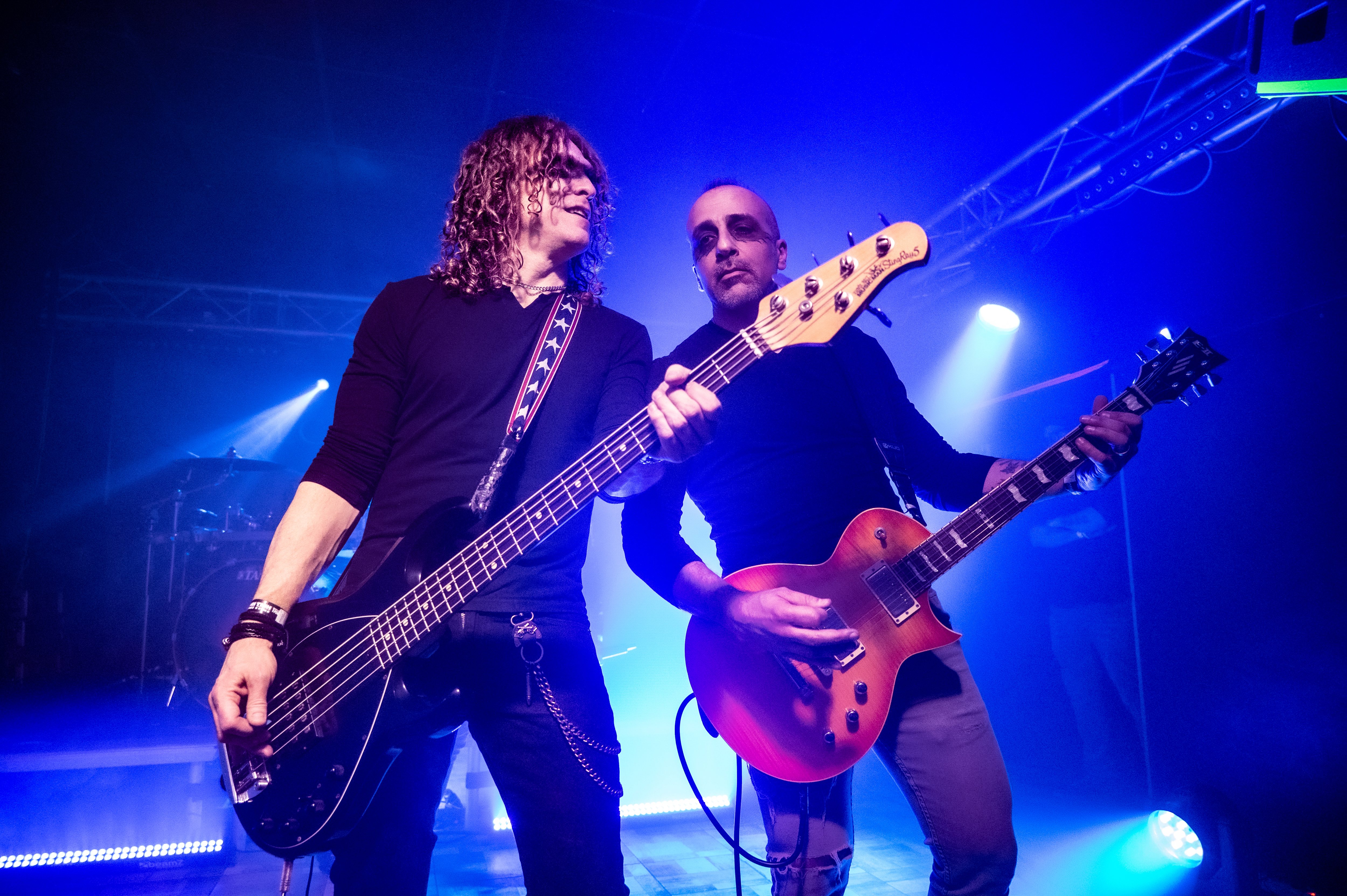
Secret Sphere beim Legend Club Milano

Secret Sphere ist eine italienische Power-Metal-Band aus Alessandria, die im Jahr 1997 gegründet wurde.

## Geschichte
Die Band wurde im Sommer 1997 von Gitarrist Aldo Lonobile gegründet. Nach einigen Wechseln in der Besetzung nahm die Band ihr Debütalbum auf und veröffentlichte es im Jahr 1999 mit dem Namen Mistress of the Shadowlight über Elevate Records. Im Jahr 2000 war die Band auf der Helloween-Tribute-Kompilation Keepers of Jericho vertreten. Nachdem das zweite Album namens A Time Nevercome im Jahr 2001 veröffentlicht worden war, folgte eine Tour durch Europa und die Band erreichte einen Vertrag mit Nuclear Blast. Bei diesem Label veröffentlichte sie im Jahr 2003 das Album Scent of Human Desire. Produziert wurde das Album von Achim Köhler (Sinner, Primal Fear). Im selben Jahr spielte sie verschiedene Auftritte wie auf dem Metal Dayz in der Schweiz. Im Jahr 2004 spielte die Band auf dem ProgPower USA.
Das Album Heart & Anger wurde im Jahr 2005 über Nuclear Blast veröffentlicht. Produziert wurde es erneut von Achim Köhler. Im selben Jahr erreichte die Band auch einen Managementvertrag mit Intromental Management. Im April 2006 spielte die Band zusammen mit King Diamond auf ihrer Tour durch Skandinavien. Danach begannen die Arbeiten an einem neuen Album sowie Auftritte auf dem ProgPower UK und dem Evolution Fest in Italien. Im Jahr 2007 arbeitete sie weiter an neuem Material. Außerdem spielte sie zusammen mit Astral Doors auf ihrer Europatour.
Das Album Sweet Blood Theory wurde im Jahr 2008 über Dockyard 1 veröffentlicht, dem im Jahr 2010 Archetype über Scarlet Records folgte.

## Stil
Die Band spielt progressiven Power Metal, der sich als eine Mischung aus den Werken von Bands wie Helloween, Queensrÿche und Morgana Lefay beschreiben lässt. Charakteristisch dabei sind auch symphonische Anleihen.

## Diskografie
- 1998: Between Story and Legend (Demo, Eigenveröffentlichung)
- 1999: Mistress of the Shadowlight (Album, Elevate Records)
- 2001: A Time Never Come (Album, Elevate Records)
- 2003: Scent of Human Desire (Album, Nuclear Blast)
- 2005: Heart & Anger (Album, Nuclear Blast)
- 2008: Sweet Blood Theory (Album, Dockyard 1)
- 2010: Archetype (Album, Scarlet Records)
- 2012: Portrait of a Dying Heart (Album, Scarlet Records)
- 2016: One Night in Tokyo (Album, Frontiers Records S.r.l. (Soulfood))
- 2017: The Nature of Time (Album, Frontiers Records)
- 2021: Lifeblood (Album, Frontiers Records)
- 2023: Blackened Heartbeat (Album, Frontiers Records)